# ダイヘン
株式会社ダイヘン（英称：DAIHEN Corporation）は、大阪府大阪市淀川区と東京都千代田区に本社を置く日本の電機メーカーである。重電8社（日立製作所、東芝、三菱電機、富士電機、明電舎、ダイヘン、日新電機、東光高岳）の一角。
変圧器やパワーコンディショナなどの電力機器、エネルギーマネジメントシステム、EV充電システム、産業用ロボット、クリーン搬送ロボット、溶接機・切断機、プラズマ発生用電源・自動整合器などを手がけるメーカーである。電力向け小型変圧器は国内シェアトップ、アーク溶接機、アーク溶接ロボットなどは国内シェアトップで世界としても大手となる。2019年12月1日に創立100周年を迎えた。

## 沿革
- 1919年 - 大阪府中津町に大阪変圧器株式会社を設立、柱上変圧器の専門多量生産を開始。
- 1930年 - 工場を現在地に移転。
- 1934年 - 電気溶接機の生産開始。
- 1944年 - 本社を現在地に移転。
- 1953年 - 大阪証券取引所第一部に株式上場。
- 1960年 - 福岡証券取引所第一部に株式上場。
- 1961年
  - 大阪府摂津市に溶接機工場新設（のちの摂津事業所）。
  - 東京証券取引所第一部に株式上場。
- 1967年 - 北海道千歳市に柱上変圧器工場新設。
- 1973年 - 三重工場新設、超高圧・大容量変圧器の生産開始。
- 1980年 - アーク溶接ロボット販売開始。
- 1985年 - 株式会社ダイヘンに商号変更。経営理念「信頼と創造」を制定。
- 1986年 - 半導体製造装置用高周波電源装置の販売開始。
- 1987年 - デミング賞実施賞受賞[2]。
- 1989年 - 半導体ウエハ搬送ロボット販売開始。
- 2003年 - 太陽光発電用パワーコンディショナを開発。
- 2007年 - 神戸市六甲アイランドに溶接メカトロ事業の拠点として六甲事業所を新設。同時に摂津事業所を閉鎖[3]。
- 2010年 - MECS事業（ウエハ搬送ロボット事業）取得。
- 2014年 - 中国で産業用ロボットの量産を開始[4]。
- 2016年 - ワイヤレス給電システム販売開始。
- 2024年 - 東京都千代田区大手町に東京本社を設置、二本社制に移行。[5]

## 主力製品
- 電力機器（変圧器、受変電システム、パワーコンディショナ、など）
- 溶接機、切断機（CO2/MAG溶接機、TIG溶接機、MIG溶接機、プラズマ溶接機、など）
- 産業用ロボット（アーク溶接ロボット、ハンドリングロボット、協働ロボット、搬送ロボット、など）
- クリーン搬送ロボット（ウエハ搬送ロボット、フラットパネル搬送ロボット、など）
- プラズマ発生用電源・自動整合器（高周波、マイクロ波）
- EV充電システム（普通/急速充電器、ワイヤレス充電システム、など）

## 製品開発

### 経緯
創業時（1919年）の製品は柱上変圧器である。品種を単相50kVA以下に限定し、フォード生産方式（専門製作による大量生産）による高品質な製品の短納期・低価格での提供を実現した。
1923年に発生した関東大震災により関東圏の配電機器に甚大な被害が及んだが、関東の電気機器製造メーカーの多くが製造できない状態だったため、東京電灯から大阪電灯を通じ、関西の電機メーカーに対して緊急の柱上変圧器製造要請がなされた。当社への製造割り当て台数は初回3000台であり、幾度かの追加注文を経て合計5000台が発注され、これを無事納品して変圧器メーカーとしての地位を築いた。
変圧器の技術を応用して、1934年に溶接機事業をスタートした。翌1935年に交流アーク溶接機の1号機を京都帝大電気工学教室に納入し、さらに翌1936年、海軍工廠に納入して以降、交流溶接機の販売台数を伸ばした。交流溶接機に加えて抵抗溶接機、サイアーク溶接機、サブマージアーク溶接機を上市し、変圧器事業に次ぐ溶接機事業を確立した。
時を経て1979年、国内自動車メーカーより自動アーク溶接機開発の依頼があり、これがアーク溶接ロボットの原型となって1980年にアーク溶接ロボット「ソアー」を市場投入した。溶接線の直線補間、円弧補完機能を有し、当時としては独自の技術だった。「ソアー」とは北欧神話に出てくる雷神の意味だが、米国で商標権の問題があったため、その後登場する新しいシリーズのロボットは「アルメガ」と称した。アルメガはギリシャ語最初の文字α（アルファ）と最後の文字ω（オメガ）からなる造語で、「最初から最後まで」溶接の全てに対応するという意味から命名した。
1985年にアーク溶接ロボットの技術をシリコンウェハー搬送向けに転用した搬送装置、オートローダーを開発した。その後、クリーンルーム内で使用される大気環境用、真空環境用シリコンウェハー搬送ロボット、さらに液晶市場向けに液晶基板搬送ロボットを開発した。
一方、半導体製造工程におけるプラズマエッチングのための高周波電源装置の開発依頼を受け、溶接機電源のインバータ技術を応用して1986年に評価機を納入した。1989年には高周波電源装置、マイクロ波電源装置のシリーズをラインナップした。
2003年には太陽光発電用パワーコンディショナの開発にも着手。国内だけでなく海外市場（中国、タイ、オーストラリア等）にも進出し、事業を拡大した。
2012年にはダイヘン独自の製品価値の創出「ならでは製品開発」を最重点方針とする「DAIHEN Value計画」を定め、9年間にわたって開発を推進した。その中で、太陽光発電パッケージ「DISOLA PACKシリーズ」（2015）、AGV用ワイヤレス給電システム「D-Broad CORE」（2016）、高効率アーク溶接システム「D-Arc」（2016）、レーザ・アークハイブリッド溶接による異材接合技術（2019）等、数多くの製品・技術開発に成功している。
さらなる開発を推進するべく、2023年度中期経営計画「Step Up 2023」では「Green Solutions」「Tailored Solutions」を重点開発項目と定め、脱炭素社会の実現に貢献するエネルギーマネジメントシステム製品や労働力不足解消に役立つ生産自動化システム、今後必要とされる多様な金属材料の高精度加工に資する製品群等の開発を強化している。
2023年には従来の報告セグメント（電力機器事業、溶接メカトロ事業、半導体関連機器事業）を技術ドメインに一致させる形で「エネルギーマネジメント」「ファクトリーオートメーション」「マテリアルプロセシング」に変更した。
2024年には、東京都千代田区大手町に東京本社を設置し、二本社制に移行した。

### 開発の傾向
従来は顧客ニーズに沿った製品開発が中心であったが、最近では開発強化の方針を打ち出し新分野向けの製品の市場投入が進んでいる。製品例としては非接触で電力供給を行うワイヤレス充電システム、自律走行可能なAI搬送ロボットなどのファクトリーオートメーション分野向け製品や各種電力機器を組み合わせたエネルギーマネジメントシステムなどがある。

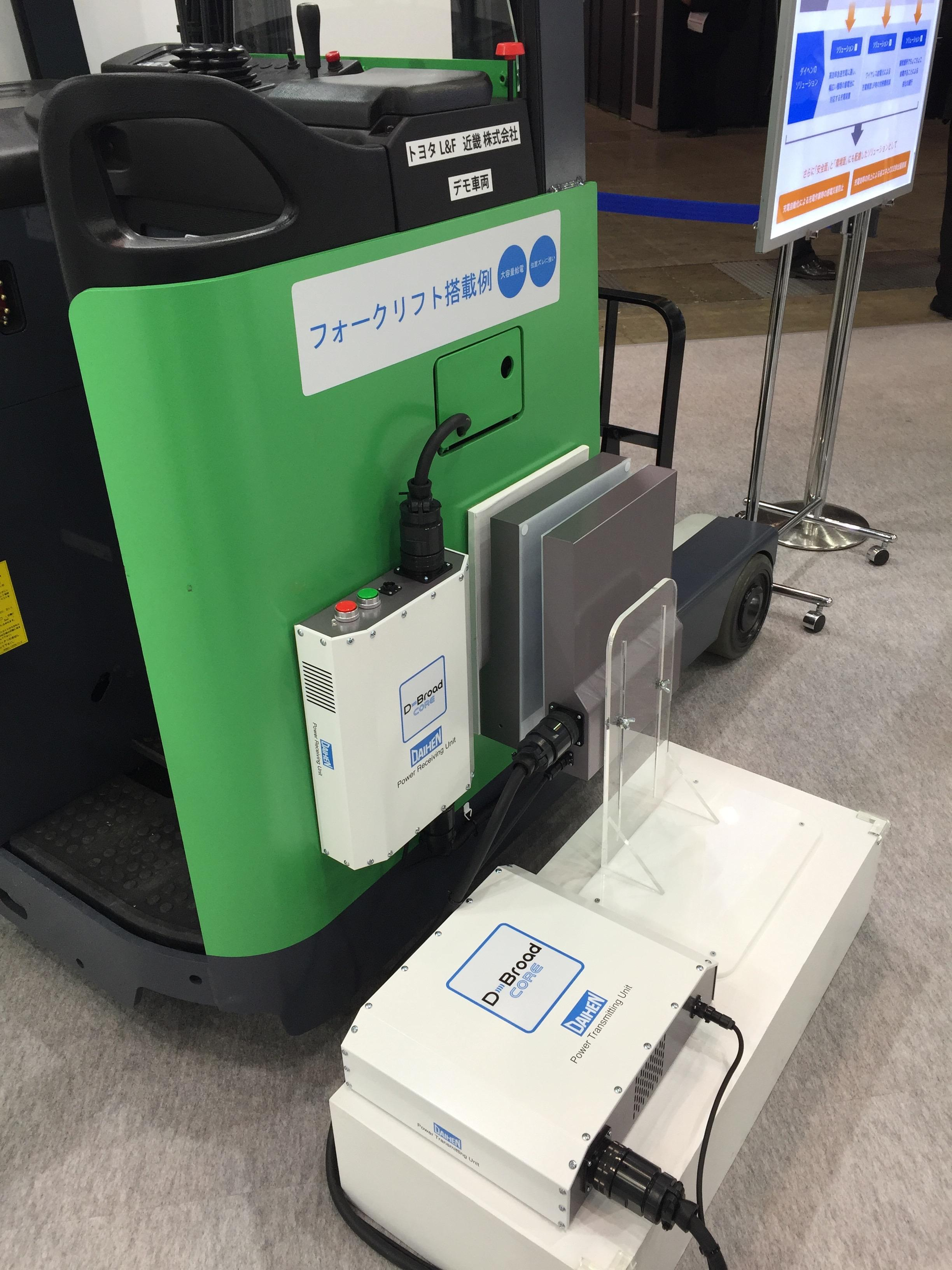
既存のフォークリフトに搭載したワイヤレス充電システム

## 主な事業所所在地
- 十三事業所 - 大阪市淀川区田川2-1-11
- 六甲事業所 - 神戸市東灘区向洋町西4丁目1番
- 三重事業所 - 三重県多気郡多気町東池上800番地

## 関連会社
出典は有価証券報告書
国内関連会社
- 四変テック株式会社（香川県仲多度郡多度津町 1946年8月設立） - 四国電力との共同出資。
- 株式会社キューヘン（福岡県福津市 1959年10月設立） - 九州電力との共同出資。
- 中国電機製造株式会社（広島市南区 1962年7月設立、2015年7月子会社化） - 中国電力との共同出資。
- 東北電機製造株式会社（宮城県多賀城市 1958年4月設立、2023年10月子会社化） - 東北電力との共同出資。
- ダイヘン産業機器株式会社（鳥取県鳥取市 1970年10月設立）
- ダイヘン青森株式会社（青森県弘前市 1992年5月設立）
- ダイヘンスタッド株式会社（神戸市東灘区 1974年12月設立）
- ダイヘン電設機器株式会社（大阪市淀川区 1983年8月設立）
- 株式会社南電器製作所（香川県仲多度郡多度津町 1967年8月設立）
- ダイヘンテック株式会社（大分県杵築市 1984年8月設立）
- ダイホク工業株式会社（北海道恵庭市 1973年12月設立）
- ダイヘンビジネスサービス株式会社（大阪市淀川区 1999年3月設立）
- 株式会社ダイキ（大阪市淀川区 1980年7月設立） ‐ ホームセンターのダイキとは無関係。
- ダイヘンエンジニアリング株式会社（大阪市淀川区 1975年11月設立）
- 株式会社ダイヘン厚生事業団（大阪市淀川区 1965年5月設立）
- 阪神溶接機材株式会社（岡山市北区） - 神戸製鋼所との共同出資。
- 大一精工株式会社

海外関連会社
- DAIHEN,Inc.（米国 1979年3月設立）
- OTC DAIHEN EUROPE GmbH（ドイツ 1983年10月設立）
- OTC DAIHEN Asia Co.,Ltd.（タイ 1989年4月設立）
- DAIHEN ELECTRIC Co.,Ltd.（タイ 1989年8月設立）
- OTC DAIHEN Bangkok Co.,Ltd.（タイ 1995年12月設立）
- DAIHEN Advanced Component,Inc.（米国 1996年5月設立）
- 牡丹江OTC溶接機有限会社（中国 1997年11月設立）
- 台湾OTC有限会社（台湾 1998年4月設立）
- OTC機電（上海）有限会社（中国 2001年8月設立）
- DAIHEN KOREA Co.,Ltd.（韓国 2002年5月設立）
- OTC機電（青島）有限会社（中国 2003年4月設立）
- ダイヘンOTC機電（北京）有限会社（中国 2006年10月設立）
- ダイヘン精密機械（常熟）有限会社（中国 2009年12月設立）
- OTC DAIHEN INDIA PVT.LTD.（インド 2011年6月設立）
- PT OTC DAIHEN INDONESIA（インドネシア 2012年7月設立）
- DAIHEN VARSTROJ welding cutting and robotics d.d.（スロベニア 1964年設立 2014年5月子会社化）
- DAIHEN MEXICO S.A. de C.V.（メキシコ 2016年10月設立）
- LASO tech Systems GmbH（ドイツ 2019年12月子会社化）
- Femitec GmbH（ドイツ 2008年設立 2022年5月子会社化）
- Lorch Schweißtechnik GmbH（ドイツ 2024年1月 子会社化）
- Rolan Robotics B.V.（オランダ 2024年4月 子会社化）[7]
- Force Design, Inc.（米国 2024年10月 子会社化）[8]

## 外部認証
本社ビルの敷地は、第三者認証としてJHEP認証を受けている。